# 锁作乡
锁作乡（藏語：ཟུར་མཚོ་），是中华人民共和国西藏自治区日喀则市聂拉木县下辖的一个乡镇级行政单位。

## 行政区划
锁作乡下辖以下地区：
嘎琼村、加本村、南木沙林村、阿桑村、卡久村、排嘎村、只来村和查益村。